# Surajpur
Surajpur est une ville de l'État du Chhattisgarh en Inde.